# Lista monumentelor istorice din județul Cluj - P

Simbol utilizat pentru monumentele istorice

Lista monumentelor istorice din județul Cluj - P cuprinde monumentele istorice înscrise în Patrimoniul cultural național al României și aflate în localități din județul Cluj al căror nume începe cu litera P.
Lista completă este menținută și actualizată periodic de către Ministerul Culturii, Cultelor și Patrimoniului Național din România, prin intermediul Institutului Național al Patrimoniului, ultima versiune datând din 2015. Această listă cuprinde și actualizările ulterioare, realizate prin ordin al ministrului culturii.
Puteți căuta un monument din județul Cluj folosind formularul de mai jos sau puteți naviga prin toate monumentele din județ la lista monumentelor istorice din județul Cluj.
| Cod LMI                              | Denumire                                                                                  | Localitate                                    | Localizare                                                     | Datare, Creatori                                           | Imagine               | Erori             |
| ------------------------------------ | ----------------------------------------------------------------------------------------- | --------------------------------------------- | -------------------------------------------------------------- | ---------------------------------------------------------- | --------------------- | ----------------- |
| CJ-I-s-B-07127 (RAN: 55749.01)       | Așezare                                                                                   | sat Pata; comuna Apahida                      | „Pusta grofului”                                               | Epoca romană                                               | Încarcă foto \| video | Raportează eroare |
| CJ-I-s-B-07128 (RAN: 55749.02)       | Așezare                                                                                   | sat Pata; comuna Apahida                      | Intravilan                                                     | Preistorie                                                 | Încarcă foto \| video | Raportează eroare |
| CJ-I-s-B-07129 (RAN: 55749.03)       | Tumuli                                                                                    | sat Pata; comuna Apahida                      | „Coasta Feleacului”                                            | Preistorie                                                 | Încarcă foto \| video | Raportează eroare |
| CJ-I-s-B-07130 (RAN: 58598.01)       | Așezare                                                                                   | sat Pădurenii; comuna Mintiu Gherlii          | Pe cursul superior al văii Clapa                               | Epoca romană                                               | Încarcă foto \| video | Raportează eroare |
| CJ-I-s-B-07131 (RAN: 58801.01)       | Situl arheologic de la Pălatca, punct „Sub pădure”                                        | sat Pălatca; comuna Pălatca                   | „Sub pădure” 46.8303°N 23.97769°E                              |                                                            | Încarcă foto \| video | Raportează eroare |
| CJ-I-m-B-07131.01 (RAN: 58801.01.04) | Necropolă                                                                                 | sat Pălatca; comuna Pălatca                   | „Sub pădure” 46.8303°N 23.97769°E                              | sec. IV - V                                                | Încarcă foto \| video | Raportează eroare |
| CJ-I-m-B-07131.02 (RAN: 58801.01.03) | Villa rustica                                                                             | sat Pălatca; comuna Pălatca                   | „Sub pădure” 46.8303°N 23.97769°E                              | sec. II-III p. Chr.                                        | Încarcă foto \| video | Raportează eroare |
| CJ-I-m-B-07131.03                    | Așezare                                                                                   | sat Pălatca; comuna Pălatca                   | „Sub pădure”                                                   | Epoca bronzului                                            | Încarcă foto \| video | Raportează eroare |
| CJ-I-s-A-07132 (RAN: 58801.02)       | Situl arheologic de la Pălatca, punct „Dealul Coasta”                                     | sat Pălatca; comuna Pălatca                   | sub dealul „Coasta” 46.85495°N 23.98769°E                      |                                                            | Încarcă foto \| video | Raportează eroare |
| CJ-I-m-A-07132.01 (RAN: 58801.02.03) | Necropolă                                                                                 | sat Pălatca; comuna Pălatca                   | sub dealul „Coasta” 46.85495°N 23.98769°E                      | sec. IV p. Chr.                                            | Încarcă foto \| video | Raportează eroare |
| CJ-I-m-B-07132.02                    | Ruine                                                                                     | sat Pălatca; comuna Pălatca                   | sub dealul „Coasta”                                            | Epoca romană                                               | Încarcă foto \| video | Raportează eroare |
| CJ-I-s-A-07133 (RAN: 58801.03)       | Situl arheologic de la Pălatca, punct „Poderei”                                           | sat Pălatca; comuna Pălatca                   | „Poderei”                                                      |                                                            | Încarcă foto \| video | Raportează eroare |
| CJ-I-m-A-07133.01 (RAN: 58801.03.04) | Așezare                                                                                   | sat Pălatca; comuna Pălatca                   | „Poderei” 46.8361°N 24.04866°E                                 | Epoca migrațiilor                                          | Încarcă foto \| video | Raportează eroare |
| CJ-I-m-A-07133.02 (RAN: 58801.03.03) | Așezare                                                                                   | sat Pălatca; comuna Pălatca                   | „Poderei” 46.8361°N 24.04866°E                                 | sec. II-III p. Chr.                                        | Încarcă foto \| video | Raportează eroare |
| CJ-I-m-A-07133.03 (RAN: 58801.03.02) | Așezare                                                                                   | sat Pălatca; comuna Pălatca                   | „Poderei” 46.8361°N 24.04866°E                                 | Hallstatt                                                  | Încarcă foto \| video | Raportează eroare |
| CJ-I-m-A-07133.04 (RAN: 58801.03.01) | Așezare                                                                                   | sat Pălatca; comuna Pălatca                   | „Poderei” 46.8361°N 24.04866°E                                 | Epoca bronzului                                            | Încarcă foto \| video | Raportează eroare |
| CJ-I-s-A-07134 (RAN: 58927.01)       | Situl arheologic de la Petreștii de Jos, punct „Crucea Cheii”                             | sat Petreștii de Jos; comuna Petreștii de Jos | „Crucea Cheii”                                                 |                                                            | Încarcă foto \| video | Raportează eroare |
| CJ-I-m-A-07134.01 (RAN: 58927.01.04) | Așezare                                                                                   | sat Petreștii de Jos; comuna Petreștii de Jos | „Crucea Cheii” 46.57596°N 23.6598°E                            | Epoca migrațiilor                                          | Încarcă foto \| video | Raportează eroare |
| CJ-I-m-A-07134.02 (RAN: 58927.01.02) | Așezare                                                                                   | sat Petreștii de Jos; comuna Petreștii de Jos | „Crucea Cheii” 46.57596°N 23.6598°E                            | Epoca romană                                               | Încarcă foto \| video | Raportează eroare |
| CJ-I-m-A-07134.03 (RAN: 58927.01.01) | Așezare                                                                                   | sat Petreștii de Jos; comuna Petreștii de Jos | „Crucea Cheii” 46.57596°N 23.6598°E                            | Epoca bronzului                                            | Încarcă foto \| video | Raportează eroare |
| CJ-I-m-A-07134.04 (RAN: 58927.01.03) | Așezare                                                                                   | sat Petreștii de Jos; comuna Petreștii de Jos | „Crucea Cheii” 46.57596°N 23.6598°E                            | Neolitic                                                   | Încarcă foto \| video | Raportează eroare |
| CJ-I-s-B-07135 (RAN: 58927.02)       | Tumuli                                                                                    | sat Petreștii de Jos; comuna Petreștii de Jos | În jurul satului                                               | Preistorie                                                 | Încarcă foto \| video | Raportează eroare |
| CJ-I-s-B-07136 (RAN: 58927.03)       | Așezare                                                                                   | sat Petreștii de Jos; comuna Petreștii de Jos | „Fântâna Sf. Vladislav” 46.58349°N 23.67141°E                  | sec. II - III p. Chr.                                      | Încarcă foto \| video | Raportează eroare |
| CJ-I-s-B-07137 (RAN: 58927.04)       | Situl arheologic de la Petreștii de Sus, punct „Valea Sărăcăzii”                          | sat Petreștii de Jos; comuna Petreștii de Jos | „Valea Sărăcăzii”                                              |                                                            | Încarcă foto \| video | Raportează eroare |
| CJ-I-m-B-07137.01 (RAN: 58927.04.02) | Așezare                                                                                   | sat Petreștii de Jos; comuna Petreștii de Jos | „Valea Sărăcăzii” 46.57399°N 23.64964°E                        | sec. VIII - IX                                             | Încarcă foto \| video | Raportează eroare |
| CJ-I-m-B-07137.02 (RAN: 58927.04.01) | Așezare                                                                                   | sat Petreștii de Jos; comuna Petreștii de Jos | „Valea Sărăcăzii” 46.57399°N 23.64964°E                        | Epoca romană                                               | Încarcă foto \| video | Raportează eroare |
| CJ-I-s-B-07138 (RAN: 58972.01)       | Situl arheologic de la Petreștii de Sus, punct „Terasa de lângă școală și casa parohială” | sat Petreștii de Sus; comuna Petreștii de Jos | Terasa de lângă școală și casa parohială                       |                                                            | Încarcă foto \| video | Raportează eroare |
| CJ-I-m-B-07138.01 (RAN: 58972.01.02) | Așezare                                                                                   | sat Petreștii de Sus; comuna Petreștii de Jos | Terasa de lângă școală și casa parohială 46.54957°N 23.64684°E | Epoca romană                                               | Încarcă foto \| video | Raportează eroare |
| CJ-I-m-B-07138.02 (RAN: 58972.01.01) | Așezare                                                                                   | sat Petreștii de Sus; comuna Petreștii de Jos | Terasa de lângă școală și casa parohială 46.54957°N 23.64684°E | Neolitic                                                   | Încarcă foto \| video | Raportează eroare |
| CJ-I-s-A-07139 (RAN: 58972.02)       | Tumuli                                                                                    | sat Petreștii de Sus; comuna Petreștii de Jos | „Dealul Bisericii” 46.55062°N 23.64684°E                       | Perioada de tranziție la epoca bronzului, Cultura Coțofeni | Încarcă foto \| video | Raportează eroare |
| CJ-I-s-A-07140 (RAN: 58972.03)       | Așezare fortificată                                                                       | sat Petreștii de Sus; comuna Petreștii de Jos | „La biserică” 46.54784°N 23.64721°E                            | Preistorie                                                 | Încarcă foto \| video | Raportează eroare |
| CJ-I-s-B-07141 (RAN: 58972.04)       | Așezare                                                                                   | sat Petreștii de Sus; comuna Petreștii de Jos | „Cernei”, „Cărămida”, „Pietrosul” 46.55435°N 23.64081°E        | sec. II - III p. Chr.                                      | Încarcă foto \| video | Raportează eroare |
| CJ-I-s-B-07142 (RAN: 58972.05)       | Așezare                                                                                   | sat Petreștii de Sus; comuna Petreștii de Jos | „La Pădure”                                                    | Epoca bronzului                                            | Încarcă foto \| video | Raportează eroare |
| CJ-I-s-A-07143 (RAN: 55044.01)       | Villa rustica                                                                             | localitatea Pintic; municipiul Dej            | La V de sat 47.07523°N 23.77949°E                              | sec. II - III p. Chr.                                      | Încarcă foto \| video | Raportează eroare |
| CJ-I-s-B-07144 (RAN: 58767.01)       | Așezare                                                                                   | sat Plăiești; comuna Moldovenești             | „Roata Șoarecelui” 46.50322°N 23.71417°E                       | Neolitic                                                   | Încarcă foto \| video | Raportează eroare |
| CJ-I-s-B-07145 (RAN: 58767.02)       | Situl arheologic de la Plăiești, punct „Pe Vale”                                          | sat Plăiești; comuna Moldovenești             | „Pe Vale”                                                      |                                                            | Încarcă foto \| video | Raportează eroare |
| CJ-I-m-B-07145.01 (RAN: 58767.02.03) | Așezare                                                                                   | sat Plăiești; comuna Moldovenești             | „Pe Vale” 46.50418°N 23.70747°E                                | Latène                                                     | Încarcă foto \| video | Raportează eroare |
| CJ-I-m-B-07145.02 (RAN: 58767.02.02) | Așezare                                                                                   | sat Plăiești; comuna Moldovenești             | „Pe Vale” 46.50418°N 23.70747°E                                | Epoca bronzului                                            | Încarcă foto \| video | Raportează eroare |
| CJ-I-m-B-07145.03 (RAN: 58767.02.01) | Așezare                                                                                   | sat Plăiești; comuna Moldovenești             | „Pe Vale” 46.50418°N 23.70747°E                                | Neolitic                                                   | Încarcă foto \| video | Raportează eroare |
| CJ-I-s-B-07146 (RAN: 58767.03)       | Situl arheologic de la Plăiești, punct „Stână”                                            | sat Plăiești; comuna Moldovenești             | „Stână”                                                        |                                                            | Încarcă foto \| video | Raportează eroare |
| CJ-I-m-B-07146.01 (RAN: 58767.03.02) | Așezare                                                                                   | sat Plăiești; comuna Moldovenești             | „Stână” 46.49347°N 23.70601°E                                  | sec. XII - XIV                                             | Încarcă foto \| video | Raportează eroare |
| CJ-I-m-B-07146.02 (RAN: 58767.03.01) | Așezare                                                                                   | sat Plăiești; comuna Moldovenești             | „Stână” 46.49347°N 23.70601°E                                  | Epoca bronzului                                            | Încarcă foto \| video | Raportează eroare |
| CJ-I-s-B-07147 (RAN: 58776.01)       | Așezare                                                                                   | sat Podeni; comuna Moldovenești               | „Gruiul Ungurilor” 46.42744°N 23.62047°E                       | Epoca bronzului                                            | Încarcă foto \| video | Raportează eroare |
| CJ-I-m-A-06976.10 (RAN: 59050.01.01) | Turn                                                                                      | sat Poieni; comuna Poieni                     | „Măgura Sebeșului” 46.89709°N 22.84791°E                       | Epoca romană                                               | Încarcă foto \| video | Raportează eroare |
| CJ-I-m-A-06976.11 (RAN: 59050.02.01) | Turn                                                                                      | sat Poieni; comuna Poieni                     | „Carpen” 46.91344°N 22.88454°E                                 | Epoca romană                                               | Încarcă foto \| video | Raportează eroare |
| CJ-I-m-A-06976.12 (RAN: 59050.03.01) | Turn                                                                                      | sat Poieni; comuna Poieni                     | „Cetățuia” 46.91693°N 22.89342°E                               | Epoca romană                                               | Încarcă foto \| video | Raportează eroare |
| CJ-I-m-A-06976.13 (RAN: 59050.04.01) | Val roman (clausura)                                                                      | sat Poieni; comuna Poieni                     | „Dâmbul Vărădeștilor” 46.90977°N 22.86942°E                    | Epoca romană                                               | Încarcă foto \| video | Raportează eroare |
| CJ-II-m-B-07731 (RAN: 588865.01)     | Biserica reformată                                                                        | sat Panticeu; comuna Panticeu                 | 82                                                             | sec. XVII                                                  | Alte imagini          | Raportează eroare |
| CJ-II-m-B-07732 (RAN: 57038.02)      | Biserica de lemn „Sf. Arhangheli Mihail și Gavriil”                                       | sat Pădureni; comuna Ciurila                  |                                                                | 1750                                                       | Alte imagini          | Raportează eroare |
| CJ-II-a-B-07733                      | Ansamblul bisericii reformate                                                             | sat Pălatca; comuna Pălatca                   | 356                                                            | sec. XV                                                    | Alte imagini          | Raportează eroare |
| CJ-II-m-B-07733.01                   | Biserica reformată                                                                        | sat Pălatca; comuna Pălatca                   | 356                                                            | sec. XV                                                    | Alte imagini          | Raportează eroare |
| CJ-II-m-B-07733.02                   | Clopotnița bisericii reformate                                                            | sat Pălatca; comuna Pălatca                   | 356                                                            | sec. XVIII - XIX                                           |                       | Raportează eroare |
| CJ-II-m-B-07734 (RAN: 56648.01)      | Biserica de lemn „Sf. Arhangheli Mihail și Gavriil”                                       | sat Păniceni; comuna Căpușu Mare              | 154                                                            | 1730                                                       | Alte imagini          | Raportează eroare |
| CJ-II-m-B-07735                      | Biserica de lemn „Sf. Arhangheli Mihail și Gavriil”                                       | localitatea Pintic; municipiul Dej            | 123                                                            | 1822-1825                                                  | Alte imagini          | Raportează eroare |
| CJ-II-m-B-07736 (RAN: 58767.04)      | Biserica unitariană                                                                       | sat Plăiești; comuna Moldovenești             | 66                                                             | sec. XV - XVIII                                            | Alte imagini          | Raportează eroare |
| CJ-II-m-B-07737 (RAN: 58776.02)      | Biserica „Sf. Arhangheli Mihail și Gavriil”                                               | sat Podeni; comuna Moldovenești               | 40                                                             | 1663                                                       | Încarcă foto \| video | Raportează eroare |
| CJ-II-m-B-07738 (RAN: 58776.03)      | Biserica „Înălțarea Domnului”                                                             | sat Podeni; comuna Moldovenești               | Str. Principală 18                                             | 1808                                                       | Alte imagini          | Raportează eroare |
| CJ-II-m-B-07739 (RAN: 55874.01)      | Conacul Bornemisza - Matskassy                                                            | sat Popești; comuna Baciu                     | 155 46.82409°N 23.53445°E                                      | 1804                                                       | Încarcă foto \| video | Raportează eroare |
| CJ-II-m-B-07740 (RAN: 55669.01)      | Biserica de lemn „Înălțarea Sf. Cruci”                                                    | sat Pruneni; comuna Aluniș                    | 42                                                             | sec. XVIII                                                 | Alte imagini          | Raportează eroare |
| CJ-II-m-A-07690                      | Castelul Veres                                                                            | sat Pruniș; comuna Ciurila                    | 47.00308°N 23.84217°E                                          | sec. XVIII - XIX                                           |                       | Raportează eroare |